# В неділю рано

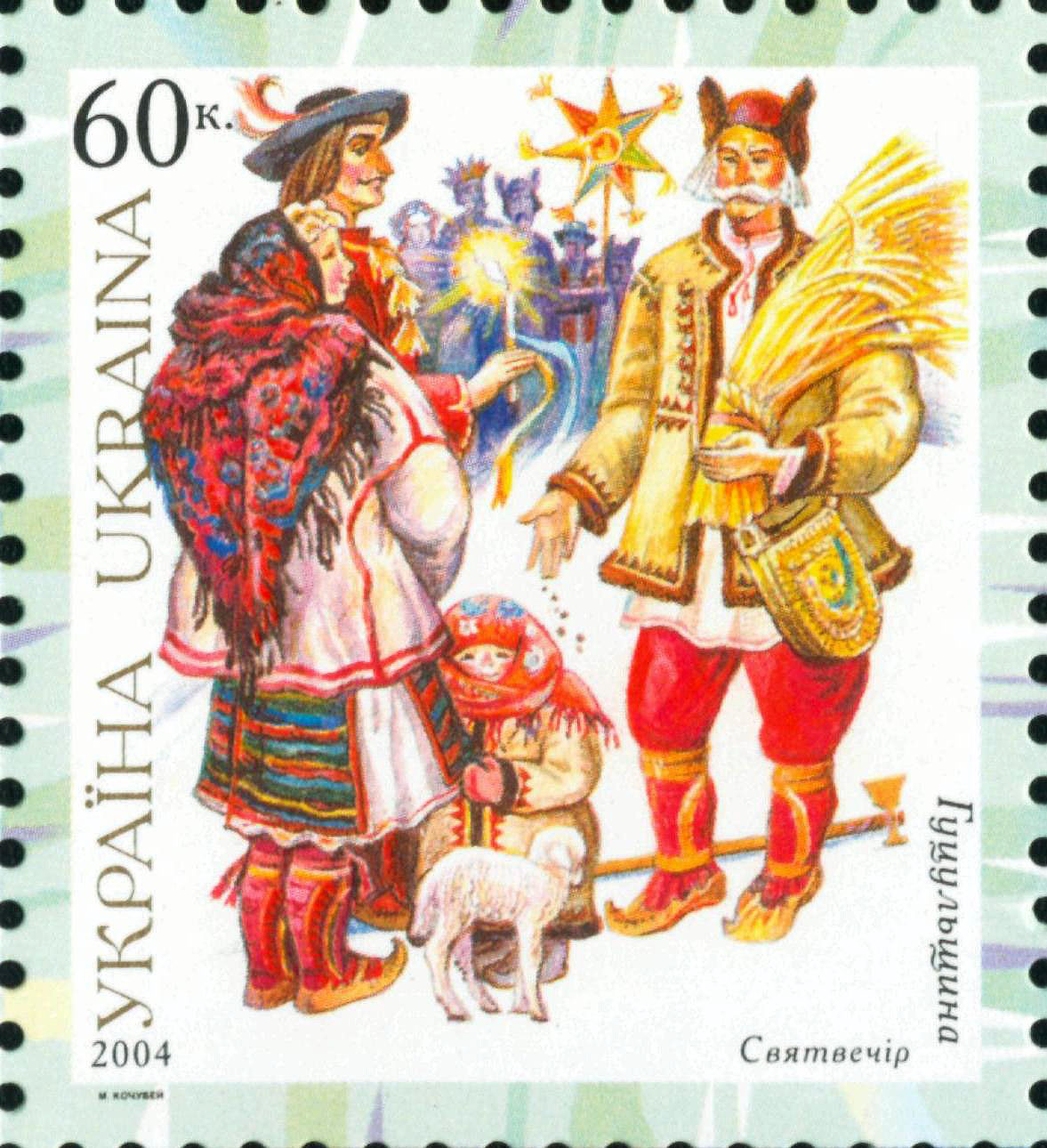
Марка «Гуцульське Різдво»

«В неді́лю ра́но» — гуцульська колядка.
Традиційно різдвяні гімни в Карпатах виконує ватага чоловіків. Гурт складається з 12 колядників, за кількістю біблійних апостолів, на чолі з отаманом («березою»). До Різдва вони готуються заздалегідь: постяться, сповідаються, причащаються й отримують благословення священника. За словами мешканців с. Верховини, колядники мають відповідати певним умовам:
«Найкращий гонір — в коляду грати. Колядники то мають бути поважні ґазди, а не розведені. Навіть музикант — шо він тринадцятий, а дванадцять колядників та як дванадцять апостолів, — файно живе з жінкою, гарно дітей виховали, файно збудований, ґазда, не пияк, дурниць не говорить, вульгарні пісні не співає — значить може ходити в коляду. То в коляді [ходити] — це гонір».
Вбрані у гуцульські строї, колядники несуть із собою хрест, оповитий повісмом, що символізує пелюшки новонародженого Ісуса, та дзвіночки, що сповіщають про народження Сина Божого, а також гуцульські топірці-бартки.
За твердженнями етнографів, гуцульська колядка вирізняється передусім своїм змістом. Головна християнська тема народження Ісуса Христа переплітається з язичницькими мотивами. У віншувальних піснях часто згадується історія: від подвигів Довбуша до мрії про незалежність України. Справжня гуцульська коляда триває до 2-3 годин. Колядники повинні співати кожному члену родини окрему колядку. Зібрані кошти жертвуються на потреби церковної громади.

## Текст
В неділю рано сонце сходило,
 Сади вишневі розвеселило.
 В саду вишневім цвіток біленький,
 Ой, народивси Хрестос маленький.
 Ой чесні люди, чесна людино,
 Хрестос родивси — весела днина.
 Хрестос родивси — будем взнавати.
 Ісусу Хресту славу давати.
 Ми коліднички, чесно вважаймо,
 Барточки срібні вгору здіймаймо,
 Барточки срібні в руках вбертаймо,
 А ноги легкі — легко ступаймо.
 Скрипочка грає — Хресту співаймо,
 Та й заспіваймо, гори, долини.
 Шоб веселися всі полонини,
 Всі полонини, широкі поля.
 Широкі поля, синії моря,
 Шоб веселитса рідна землиця.
 Шо пустить колос жито, пшениця,
 Шо пустить колос, буде пускати.
 А ми будемо колідувати.
 Бо колідочка — це Божі слова.
 Це українська, рідная мова,
 Ми коляднички, чесно вважаймо,
 Вкраїнськов мовов Хресту співаймо.
 А Ісус Хрестос голос почує,
 Щистя, здоров'я нам подарує.
 З гори нам дано на світі жити,
 Треба нам, браття, цей хрест носити.
 Треба нам, браття, цей хрест тримати,
 Хоч ми не варті в церкву ступати.
 Ці коліднички, що си зібрали,
 Їх діди й мами чесно навчали,
 Чесно навчали Бога взнавати,
 На Різдво рано колядувати.
 А Різдво рано — весела днина,
 Різдвом ся тішить мала дитина,
 Різдвом ся тішить, в церкву ступає,
 На колідничків щей поглядає,
 Бо коліднички — веселі люди,
 Вони колідують, так завджи буде.
 Так завжди буде, ще й Божа воля.
 Пісні вростають, їх така доля,
 Пісні вростають, будуть вростати,
 Сива зозуля буде кувати.
 Сива золуля кує весною,
 Господь посвітить трави росою.
 Сидять си братство в Різдво раненько,
 Заколідуєм ще й веселенько,
 Що си розиллє музика й лине,
 Сплете віночок Хресту дівчина,
 Ісусу Хресту сплете віночок
 Чесна дівчина на даруночок.
 Чесна дівчина вінок сплітає,
 За ню Пречиста не забуває,
 З гори дано їй на світі жити,
 Чистим віночком голову покрити.
 Ой із-за гори зійшла зірничка,
 Винесли з церкви хрест колідницький,
 Винесли з церкви, переступають,
 Давні звичаї не покидають,
 Не покидають, не буд покидати:
 Позволь нам, Боже, нарік діждати,
 Позволь нам, Боже, волю здобути,
 Шоби цей голос ше раз почути.